# Guaiúba (Ceará)
Guaiúba é um município brasileiro do estado do Ceará. Faz parte da região metropolitana de Fortaleza e do Polo Serra de Guaramiranga.

## Etimologia
O Dicionário de Tupi Antigo afirma que o nome vem da língua geral paulista, um desenvolvimento do tupi antigo, e que denomina um peixe do mar, certamente o guaiuba.
O nome Guaiúba possui dois significados. O primeiro, mais popular, foi traduzido do tupi por José de Alencar, significando “por onde vêm as águas do vale”. Uma segunda versão designou o termo como sendo “bebida da lagoa”. Ambas fazem relação com o mais importante e abundante recurso natural da localidade, a água.

## Território
Possui área geográfica de 267 km², incluindo-se os distritos de Água Verde, Itacima, Dourado, Baú, São Jerônimo e Morenos. Encontra-se a 26,1 km da capital cearense, tendo como via principal de acesso a CE-060.
Está localizado na região dos maciços residuais, comumente chamados de serras dispersas pelas depressões sertanejas, formando um complexo paisagístico de extrema singularidade.
Clima
O município apresenta aspecto climático tropical quente, sub-úmido, com precipitação pluviométrica anual média de 904,5mm, senda a época chuvosa de Janeiro a Maio e temperaturas entre 26º e 28 °C.
Altitude
A altitude varia de 650 a 900m, e abriga diversa cobertura vegetal constituída por florestas subcaducifólia tropical pluvial, floresta subperinifólia pluvial-nebular e caatinga arbustiva densa.
Solo
Os solos são do tipo bruno-não-cálcicos e padzólicos, sob uma estrutura geológica relativamente simples, com predomínio de rochas de embasamento cristalino de idade pré-cambriana, representadas por gnaisses, granitos e migmatitos. Sob este substrato, repousam coberturas aluvionares, de idade quaternária.
Recursos hídricos
Com relação aos recursos hídricos, Guaiúba está inserida na bacia metropolitana, conforme o Plano Estadual de Recursos Hídricos - PERH, e é banhada pela bacia hidrográfica do rio Pacoti. Os rios são intermitentes, apresentando escoamento superficial nulo durante alguns meses do ano.
Açudes
O município conta com a existência de 20 pequenos açudes, sendo apenas cinco com volume superior a 1.000.000m³. Os pequenos açudes possuem capacidade de acumulação estimada em 5.522.000m³.

## Economia
Características econômicas
É no centro comercial de Guaiúba, região próxima ao calçadão, que se pode encontrar os supermercados,  o Banco do Brasil, a Agência dos Correios, a casa lotérica e a sede da prefeitura.
A cidade de Guaiúba, apesar de possuir uma pequena densidade demográfica e uma área de urbanização pouco desenvolvida, apresenta uma tendência de incorporação aos processos em curso na região metropolitana de Fortaleza. É o caso da área nuclear, constituída pela cidade de Fortaleza.
A partir da área nuclear, iniciou-se uma dinâmica de desconcentração de atividades industriais em suas circunvizinhanças, na década de 1980, tornando-se um centro de porte regional e inter-regional de serviços.
No início, este fenômeno concentrou-se fortemente no município de Maracanaú, sendo hoje notório seu deslocamento em direção a Pacatuba e Guaiúba. Tal tendência abre novas possibilidades de suprimentos urbanos provenientes do setor primário, situado na área de influência próxima, bem como dos serviços no setor de transformação industrial.
Principais atividades
Algodão herbáceo sequeiro; abate de carnes de bovinos, suínos, ovinos, caprinos e equídeos; produção de salsicharia; avicultura de corte e postura; suinocultura.

## História
Século XIX - Produção de café gera povoamento
Até o final do século XVIII, não havia registro de ocupação do espaço onde hoje se localiza Guaiúba. Na verdade, em 8 de setembro de 1682, foram doadas as terras que originaram o município, mas seu donatário não veio a tomar posse - como já havia acontecido com a capitania do Ceará. Assim, a ocupação somente se consolidou ao longo do século XIX e por todo o século XX.
A história de Guaiúba começa nos primeiros anos do século XIX, com o início da produção de café nas serras de Baturité e Aratanha, cujas terras se adaptavam ao cultivo dos grãos. Além do café, foi produzido na região o algodão - produto muito importante para o desenvolvimento da cidade de Fortaleza, que o exportava para outras partes do mundo. Com o crescimento da produção agrícola, Guaiúba, que fica na região, passou a ser habitada.
Segundo o historiador cearense Raimundo Girão, o fazendeiro Domingos da Costa e Silva foi o introdutor da cultura de café nessa região.
A família de Costa e Silva inclui membros ilustres, a exemplo de seu sobrinho Juvenal Galeno, grande escritor e deputado da então província. Liberalina Angélica da Silva, sobrinha, ficou conhecida como Baronesa de Aratanha, pois era casada com José Francisco da Silva Albano, o famoso Barão de Aratanha. Albano recebeu este título em decorrência do seu poder econômico como proprietário de terras e produtor de café.
Seguindo a família Costa e Silva, outros núcleos familiares estabeleceram-se em Guaiúba. Segundo o memorialista local, Sinval Leitão, as primeiras famílias que chegaram por lá foram: Araújo, Accioly, Teixeira-Lima, Tristão-Cavalcante, Benevides, Alves, Pereira, Pinheiro, Clemente, Cabral, Moreira, Valentim, Nocrato, Saturnino e Lima-Verde, entre outras.
1872 - Estrada de ferro alavanca desenvolvimento
Em Guaiúba, a cidade não se desenvolveu ao redor da igreja matriz. Tal espaço urbano desenvolveu-se ao redor de outro monumento: a estação ferroviária. Bem antes de o Brasil transferir investimentos para a indústria automobilística - o que ocorreu nas primeiras décadas do século XX - o transporte de passageiros e mercadorias era feito através de linha férrea. Em 1872 foi inaugurada a Estrada de Ferro de Baturité, em Guaiúba, construída uma estação de trem e, próximo à estação ferroviária, desenvolveu-se o centro comercial e político da cidade.
Os moradores mais antigos contam que, inicialmente, a área urbana de Guaiúba tinha a seguinte configuração. Era um pequeno núcleo formado por três ruas: a Rua Cel. João Correia Mendes é, e já era, a principal via de acesso, e de um lado dela estava a linha férrea e, do outro, a CE-060; havia também a Rua Antônio Acioly, onde se localizava a Capela do Santo Cruzeiro, construída entre 1930 e 1931; e, por fim, a Rua Doutor Leiria de Andrade, conhecida anteriormente por Rua Velha.
Por entre tais ruas estavam os dois grandes mananciais aquosos desta comunidade. No sentido Fortaleza-Baturité, o rio Guaiúba corria com suas águas límpidas, com nascente na serra da Aratanha. No lado oposto, estava o riacho do Cachimbo.
Outro fato curioso é que na região próxima à igreja matriz foi instalado o cemitério. De certo, o fato de esse espaço ter sido preenchido por um cemitério contribuiu para que aquela região recebesse um desenvolvimento lento. Somente nos anos 90 do século passado, o espaço foi ocupado por construções importantes, o hospital municipal e o terminal rodoviário, o que transformou a paisagem do antigo logradouro, denominado, pejorativamente, de “Alto do Cemitério”.
Com o tempo, surgiram novos espaços habitados, onde depois foram constituídas novas ruas. Dentre elas, pode-se destacar a Rua Mariana Mendes, que ficou conhecida como Rua da Palha, pois a maioria das casas ali era coberta por palha de carnaúba. Ainda de forma pitoresca, havia a Rua 1 de Maio, conhecida por “Buraco da Jia”. Este nome é por que, segundo contam os antigos, as águas do Riacho do Cachimbo, em épocas de enchente, alagavam as casas, por isso a comparação com a moradia dos anfíbios.
Outro espaço também antigo e de denominação simbólica é a “Rua dos Crentes”. Segundo os evangélicos, o nome é por que tais religiosos passaram a ocupar um mesmo espaço em busca de apoio contra as hostilidades da comunidade católica.
1873 - É criada a vila
A emancipação de Guaiúba, que pertencia ao município de Pacatuba, somente ocorreu em 8 de outubro de 1869. No mesmo ano, foi elevada à categoria de vila. Em 23 de março de 1873 foi realizada eleição para escolha dos primeiros vereadores. Sua elevação à categoria de município provém da lei nº 11.301, de 13 de março de 1987.
1899 - Surge a igreja matriz
Em 1899 houve a conclusão da Igreja Matriz de Guaiúba, dedicada a Jesus, Maria e José, que foram elevados à categoria de padroeiros da cidade. Ainda no século XIX foi construída outra igreja, na localidade de Água Verde.
Outro espaço dedicado ao culto católico foi a Capela do Santo Cruzeiro, cuja construção foi iniciada em 1930, e finalizada um ano depois, após a visita de uma missão religiosa que deu origem à devoção ao Santo Cruzeiro. A capela deu origem à importante Festa do Santo Cruzeiro, conhecida por Festa de Setembro, que alcançou maior dimensão do que a Festa do Padroeiro, chegando, inclusive, a serem confundidas.
1955 - É criada a Paróquia de Guaiúba
Até março de 1955, Guaiúba dependia de Pacatuba, tanto no plano político quanto no eclesiástico. Em 19 de março de 1955, a paróquia de Guaiúba foi constituída. Na verdade, a criação da paróquia fez parte de um projeto da comunidade guaiubana que datava já do final dos anos 40, quando membros da comunidade formaram um grupo de trabalho para aquisição do patrimônio da igreja de Guaiúba.
Hoje, em todas as localidades do município, a população dispõe de templos para a realização de cultos religiosos. No município há a presença de grupos cristãos, evangélicos, espíritas (kardecistas) e praticantes de cultos afrodescendentes, podendo ser citados os candomblé e umbanda. Todos convivendo de forma harmoniosa.
1986 - Plebiscito decide pela emancipação
Em 15 de novembro de 1986, um plebiscito decidiu que Guaiúba deveria ser elevada à condição de município. Assim, o então governador Gonzaga Motta assinou a Lei nº 11.301, de 13 de março de 1987, tornando o município de Guaiúba emancipado.